# ホルツブリンク出版グループ
ホルツブリンク出版グループ（ホルツブリンクしゅっぱんグループ、ドイツ語: Verlagsgruppe Georg von Holtzbrinck）はドイツ・シュトゥットガルトに本社を置く世界的な出版社・メディアグループで、傘下の子会社から日刊紙『ディー・ツァイト』、月刊誌『サイエンティフィック・アメリカン』、学術誌『ネイチャー』などを出版している。

## 来歴
ホルツブリンク出版グループは、1948年にゲオルク・フォン・ホルツブリンク（Georg von Holtzbrinck）がブッククラブとして創業した会社である。1960年代にS. Fischerなどのドイツの出版社を買収し、1985年にはHolt, Rhinehar and Winstonの小売り書籍を買収し、翌年には『サイエンティフィック・アメリカン』を買収した。1995年にはマクミラン出版社（『ネイチャー』などの出版社）を買収している。
最近では、『デア・シュピーゲル』誌、『ディー・ツァイト』紙（株式の50%）なども買収している。
2007年には、ドイツ内で大手のSVS、StudiVZを買収した。
2015年、かつて取得したマクミラン・サイエンス・アンド・エデュケーションの大半の事業部門とシュプリンガー・サイエンス・アンド・ビジネス・メディアが合併し、シュプリンガー・ネイチャー社が創設された。シュプリンガー・ネイチャーの株式の53%はホルツブリンク出版グループが所有し、残りの43%はイギリスの投資会社BCパートナーズが所有する。
2015年には世界の出版社の売上高ランキングで10位になっている。

## 日本の関連会社
- マクミランランゲージハウス
- ネイチャー・ジャパン
- ミクシィ（傘下のSNS、StudiVZと提携）[3]